# Демченко, Александр Степанович
Александр Степанович Демченко (1933—2000) — лётчик-испытатель, писатель, лауреат Премии Министерства обороны СССР.

## Биография
Александр Демченко родился 14 апреля 1933 года в деревне Михайловка (ныне — город в Волгоградской области). В 1951 году он окончил среднюю школу и был призван на службу в Советскую Армию. Окончил Фрунзенское высшее военное авиационное училище лётчиков, после чего служил в строевых авиационных частях. Позднее перешёл на лётно-испытательскую работу. В 1971—1982 годах работал лётчиком-испытателем Смоленского авиационного завода. В 1982 году в звании полковника Демченко был уволен в запас.
Являлся автором большого количества книг, статей в газетах и журналах. Первая книга под названием «Последний полёт» была издана в Хабаровске в 1968 году. За роман «Поднебесный гром» Демченко была присуждена Премия Министерства обороны СССР. В 1976 году он был принят в Союз писателей СССР. Кроме вышеперечисленных, написал книги «Голубая симфония», «Серебряные крылья», «Стрелы разрывают небо», «Скитания по тайге» и др., а также сборник очерков о людях Смоленского авиационного завода «Крылья» и документальную повесть «Грозовое небо» (о Герое Советского Союза Леониде Михайловиче Соколове).
Скончался 16 февраля 2000 года, похоронен на Новом кладбище Смоленска.